# Elythranthera
Elythranthera är ett släkte av orkidéer. Elythranthera ingår i familjen orkidéer.
Kladogram enligt Catalogue of Life:
| Elythranthera | \| \| Elythranthera brunonis \| \| \| \| \| \| Elythranthera emarginata \| \| \| \| \| \| Elythranthera intermedia \| \| \| \| |
|               | \| \| Elythranthera brunonis \| \| \| \| \| \| Elythranthera emarginata \| \| \| \| \| \| Elythranthera intermedia \| \| \| \| |
|               | Elythranthera brunonis |
|               | |
|               | Elythranthera emarginata |
|               | |
|               | Elythranthera intermedia |
|               | |

## Bildgalleri

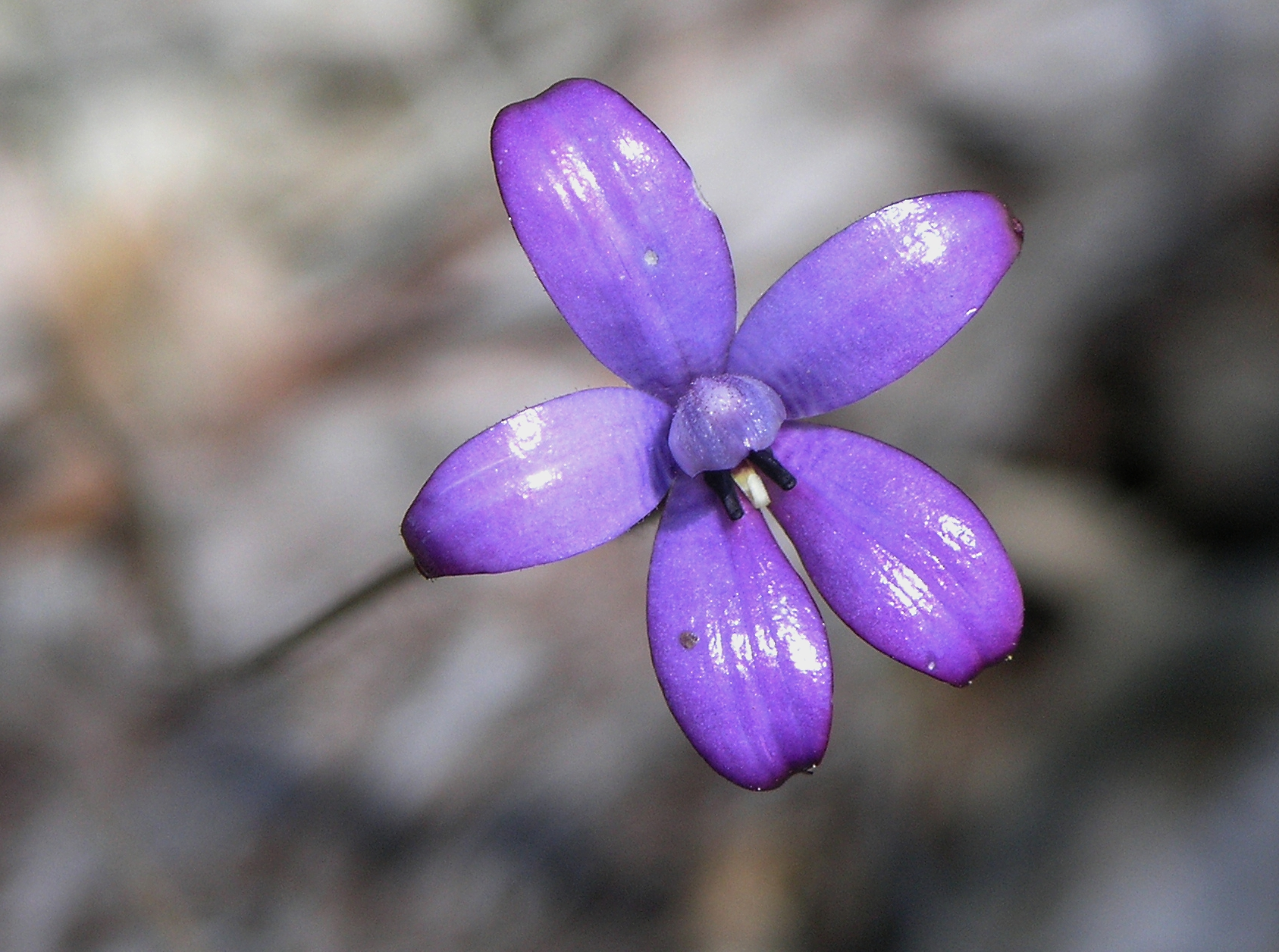